# Камено (Бугарска)
Камено (буг. Камено) град је у Републици Бугарској и седиште истоимене општине Камено у оквиру Бургаске области.

## Географија
Положај: Камено се налази источном делу Бугарске. Од престонице Софије град је удаљен 390 km источно, а од обласног средишта, Бургаса град је удаљен 20 km западно.
Камено се сместио у приобалној равници до Црног мора, око 10 km удаљености од најближе морске обале. Надморска висина града је око 15 метара

## Становништво
По проценама из 2010. године Камено је имало око 5.400 становника. Огромна већина градског становништва су етнички Бугари. Остатак су махом Роми. Последњих година број становника у граду расте због ширења градског подручја оближњег Бургаса. 
Претежан вероисповест месног становништва је православље.